# Genrōin

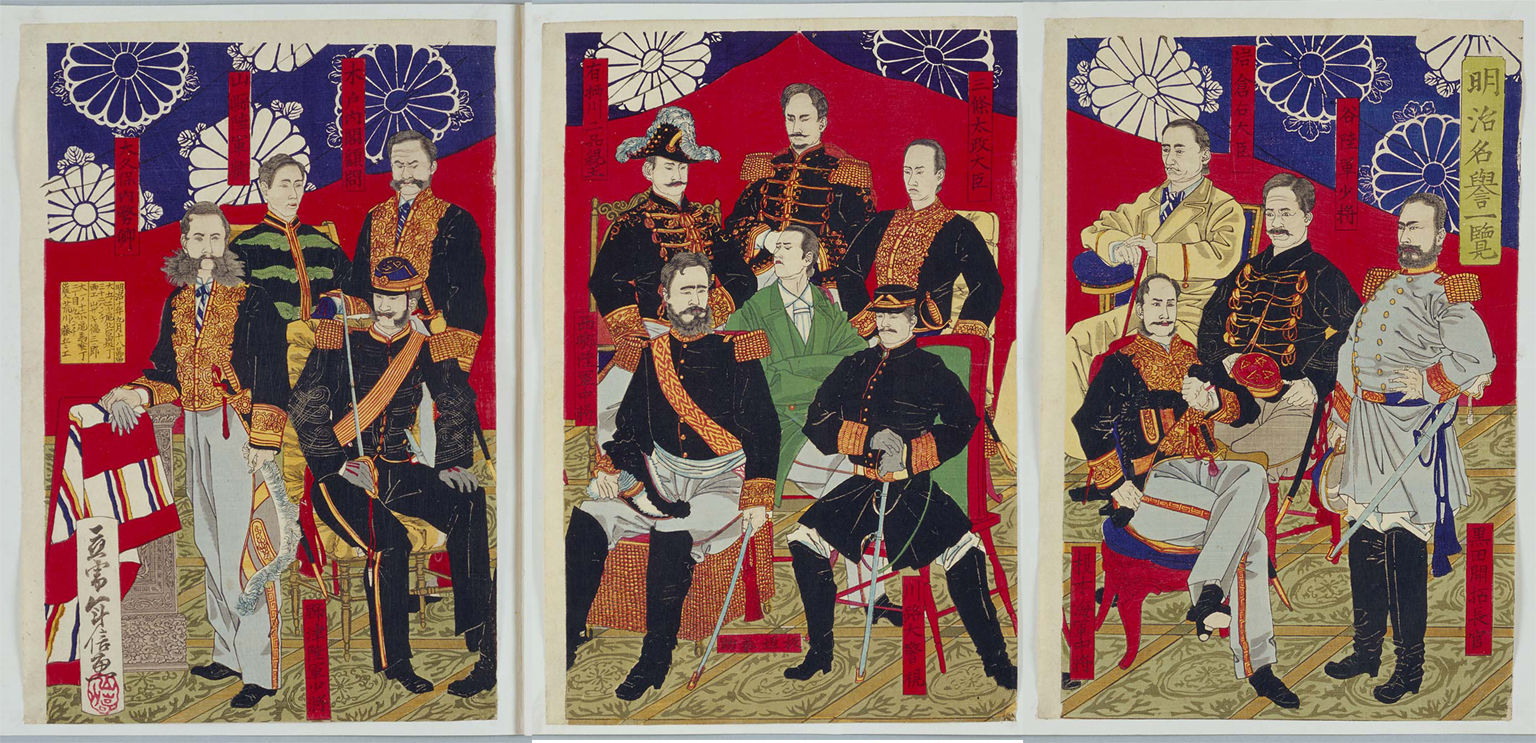
Genrōin

El Genrōin (元老院?  Cámara de Mayores) fue una asamblea nacional establecida tras la Conferencia de Osaka de 1875, a comienzos de la era Meiji de Japón. También fue conocido como el Senado de Japón.
El Movimiento de Libertad y Derechos Humanos y los liberales dentro de la oligarquía Meiji abandonaron el gobierno Meiji para la búsqueda del establecimiento de una asamblea nacional con una mayor democracia representativa. La Conferencia de Osaka de 1875 resolvió ese asunto con el establecimiento del  Genrōin, una asamblea nacional cuyos miembros (en teoría nombrados directamente por el Emperador) provenientes de la nobleza, rangos superiores de la burocracia y varios eruditos. El Genrōin fue el único cuasilegislativo, en donde tenían el poder de revisar las legislaciones propuestas y hacer recomendaciones, pero no tenían el poder de proponer legislaciones. Como asamblea, reemplazó a la Cámara de la Izquierda (左院 Sain?).
En 1876, al Genrōin se le dio la tarea de hacer un borrador de una constitución para Japón, el cual fue completado en 1880, sólo siendo rechazado por Itō Hirobumi e Iwakura Tomomi al ser demasiado liberal.
El Genrōin fue reemplazado por la Dieta Imperial en 1890.
No debe ser confundido con el Genrō, o los estadistas mayores. La mayoría de los Genrō fueron miembros del Genrōin, pero no todos los miembros del Genrōin fueron Genrō.